# Clodiense S.S.D.
Clodiense Società Sportiva Dilettantistica Srl là một câu lạc bộ bóng đá Ý nằm ở Chioggia, Veneto.

## Lịch sử

### Từ ASD Clodiense đến Clodiense SSD
Câu lạc bộ được thành lập vào ngày 19 tháng 7 năm 2011 với tên ASD Clodiense sau khi sáp nhập AC Chioggia Sottomarina và ASD Sottomarina Lido. Câu lạc bộ bắt đầu chơi ở Eccellenza Veneto (giải đấu cuối cùng của ASD Sottomarina Lido) và được thăng hạng lên serie D chỉ sau một mùa giải.
Vào mùa hè 2012, nó đã được đổi tên với tên hiện tại.

#### Từ Union Clodia Sottomarina FBC đến AC Chioggia Sottomarina

Logo của AC Chioggia Sottomarina